# Melitta Hirzel
Melitta Hirzel (geb. Seckbach, * 12. Juni 1888 in Leipzig; † 24. März 1976 in  Glendale/CA) war eine deutsch-schweizerische  Gesangspädagogin.

## Leben
Melitta Hirzel-Seckbach war die Tochter von Siegmund Seckbach und dessen Ehefrau Marie Wolff. Sie wuchs in Leipzig auf und wurde nach ihrer Musikausbildung schon in jungen Jahren Gesangspädagogin.
In Dresden war sie als Nachfolgerin von Dora Erl nach deren Hinschied die Lehrerin des nachmaligen Kammersängers Max Hirzel, mit dem sie sich am 25. Juli 1917 in Leipzig verheiratete. Mit der Heirat erhielt sie Max Hirzels Bürgerrecht der Stadt Zürich und wurde damit Schweizer Bürgerin. Während Max Hirzels Engagement am Stadttheater Zürich 1917 bis 1922 lebte und wirkte sie in Zürich. Hier gebar sie 1919 ihre Tochter Helga († 2008).
Mit der Verpflichtung Max Hirzels als lyrischer Tenor an die Sächsische Staatsoper liess sich Melitta Hirzel auf die Theatersaison 1922/23 mit ihrer Familie wieder in Dresden nieder. Hier wirkte sie bis 1935, als Max Hirzel wegen kritischer Äusserungen über das nationalsozialistische Regime Deutschland verlassen musste und nach Zürich heimkehrte. Eine Rolle dabei spielte auch die Tatsache, dass Melitta Hirzel wohl deutscher Herkunft, aber jüdischer Abstammung war. Einige Zeit nach dem Tod ihres Mannes 1957 zog sie in die USA nach Kalifornien in die Nähe ihrer dort lebenden Tochter Helga.
Zu ihren bekannten Schülern in Dresden und in Zürich zählen die Sopranistin Erna Berger (1900–1990), die Koloratursopranistin Colette Lorand (1923–2019), der Schauspieler Heinrich Gretler (1897–1977), die  Altistin Verena Gohl  (1925–2016) u. a. m.